# Franz Albrecht von Sachsen-Lauenburg

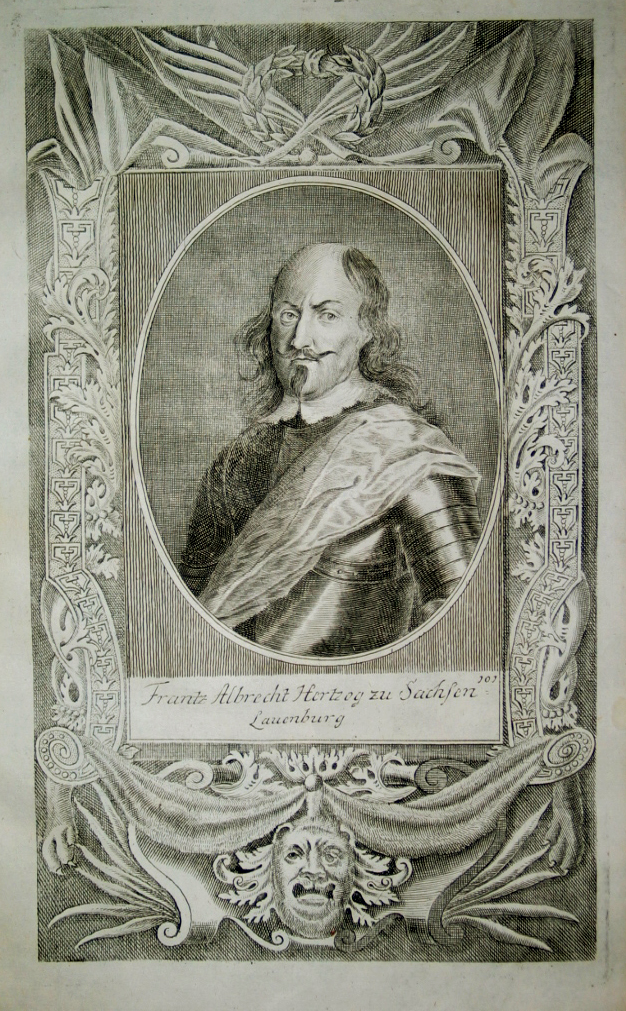
Franz Albrecht von Sachsen-Lauenburg

Franz Albrecht von Sachsen-Lauenburg (* 31. Oktober 1598; † 10. Juni 1642 in Schweidnitz) war ein Prinz von Sachsen-Lauenburg und zunächst kaiserlicher, später kursächsischer Feldmarschall. Im Dreißigjährigen Krieg kämpfte und agierte er im Wechsel auf Seiten beider Kriegsparteien, wobei er ein besonderes Vertrauensverhältnis zu Wallenstein aufbaute.
Unter dem Gesellschaftsnamen Der Weiße wurde er als Mitglied in die literarische Fruchtbringende Gesellschaft aufgenommen.

## Leben

### Herkunft, Jugend und erster Militärdienst
Franz Albrecht war ein Sohn des Herzogs Franz II. von Sachsen-Lauenburg (1547–1619) aus dessen zweiter Ehe mit Maria (1566–1626), Tochter des Herzogs Julius von Braunschweig-Wolfenbüttel. Über Franz Albrechts erste Lebensjahre ist wenig bekannt. Er diente zunächst im schwedischen, dann im pfälzischen Heer im Krieg in Böhmen.
Später lebte Franz Albrecht am Hof des Herzogs Friedrich Ulrich von Braunschweig-Wolfenbüttel, wo sich 1623 ein Liebesverhältnis zu dessen Gemahlin Anna Sophia entspann. Das Verhältnis wurde durch entdeckte kompromittierende Briefe aufgedeckt und führte zum Ende der Ehe des Braunschweiger Herzogspaares.

### Im kaiserlichen Dienst bei Wallenstein
Im Jahr 1625 trat Franz Albrecht in kaiserlichen Diensten als Kavalleriekommandant unter Wallenstein bei der Eroberung der Stadt Halle an der Saale in Erscheinung. Danach war er an den Eroberungen der Mecklenburgischen Herzogtümer beteiligt. 1631 wurde Franz Albrecht vom Kaiser zum Generalwachtmeister ernannt und nahm als Offizier im kaiserlichen Heer am Erbfolgekrieg in Mantua teil. Nach der Rückkehr quittierte er den Militärdienst beim Kaiser.

### Als Privatmann zwischen den Fronten
In der Absicht, als Friedens-Emissär wirken zu können wurde er als Privatmann tätig. Zunächst besuchte er im Herbst 1632  Wallenstein im Heerlager bei Nürnberg und danach auch dessen Gegner, den schwedischen König Gustav Adolf, in dessen nahe benachbartem Heer zwei seiner Brüder Dienst taten. Noch bevor sich die folgende Schlacht bei Lützen (November 1632) abzeichnete, bekam Franz Albrecht sogar die Erlaubnis, den schwedischen König als Mitglied von dessen Leibgarde in der bevorstehenden Schlacht zu begleiten. Während des Verlaufs der Schlacht, beim Tod Gustav Adolfs durch einen Schuss in den Rücken, hat sich Franz Albrecht in unmittelbarer Nähe des Königs aufgehalten. Nachdem König Gustav Adolf vom Pferd gestürzt war flüchtete Franz Albrecht vom Schlachtfeld und wurde deshalb von den Schweden noch jahrelang gehasst und auch verdächtigt, ihren König verräterisch von hinten erschossen zu haben. Dieser Verdacht war aber unzutreffend. Gustav Adolf wurde vom kaiserlichen Oberstleutnant Moritz von Falkenberg erschossen, der anschließend auch auf Franz Albrecht selbst anlegte, der aber den Schuss abwehren konnte. Falkenberg wurde anschließend im Kampf durch den Stallmeister von Franz Albrecht Wolf Sigmund von Lüchau erschossen.

### Im sächsischen Dienst zwischen den Fronten und in Haft
Wegen der Verdächtigungen, am Tod von Gustav Adolf schuldig zu sein, trat Franz Albrecht bald darauf in sächsische Dienste und wurde zum kursächsischen Feldmarschall ernannt. In dieser Funktion verhandelte er mit Graf Gallas über Waffenruhe in Schlesien und eine Verständigung Kursachsens mit Wallenstein. Als im Februar 1634 Wallensteins Situation in Pilsen bereits unhaltbar geworden war, wurde Franz Albrecht am 19. Februar von Wallenstein als einer der ihm verbliebenen wenigen Vertrauten zum schwedischen Heerführer Bernhard von Weimar nach Regensburg gesandt, um ihn zu bitten, den bedrängten Wallenstein in Pilsen militärisch zu unterstützen. Bernhard aber, der beim Kampf um Regensburg im November 1633 die von bayerischen Truppen besetzte Stadt Regensburg für die protestantischen Truppen von Schweden zurückerobert hatte, misstraute seinem altbekannten Gegner Wallenstein. Er ließ sich auch von seinem Cousin Franz Albrecht nicht von angeblichen Plänen Wallensteins überzeugen, dem Kaiser die Treue zu verweigern, obwohl Franz Albrecht seiner Bitte dadurch Nachdruck verlieh, dass er eine hohe Geldsumme spendete zur Vollendung des Altars in der im Bau befindlichen protestantischen Dreieinigkeitskirche in Regensburg. Von der Spende zeugt noch heute das Wappen von Sachsen-Lauenburg im oberen Teil des Altars. Auf dem Rückweg von Regensburg nach Pilsen wurde Franz Albrecht von Truppen des Kaisers gefangen genommen und nach Eger gebracht, wo man ihm die Leiche des inzwischen ermordeten Wallensteins präsentierte. Danach wurde Franz Albrecht nach Wien gebracht, der Mitwisserschaft an Wallensteins Konspiration gegen Kaiser Ferdinand II. bezichtigt und gemeinsam mit seinem Bruder, dem kaiserlichen Obersten Julius Heinrich, verhaftet und gefangengesetzt. Im August 1635 wurde er aus der Haft entlassen, begann in seiner Heimat seine häuslichen und finanziellen Verhältnisse zu ordnen und hatte Auseinandersetzungen mit seinem ältesten Bruder August, dem regierenden Herzog von Sachsen-Lauenburg.

### Private Pause mit Konflikten
In dieser Zeit begann auch ein Konflikt mit dem Herzog Adolf Friedrich von Mecklenburg-Schwerin, dem er eine große Geldsumme geliehen hatte, die er nun zurückforderte. Seine Forderung wurde durch Übereignung des Gutes Stintenburg beglichen, jedoch wurde Franz Albrecht nach seiner Heirat am 21. Februar 1640 mit Christine Margarete (1615–1666), Tochter des Herzogs Johann Albrecht von Mecklenburg-Güstrow, in einen neuen inner-familiären Konflikt mit Adolf Friedrich von Mecklenburg-Schwerin hineingezogen, der bis zu einer Todfeindschaft eskalierte und erst mehrere Jahre nach dem Tod von Franz Albrecht beigelegt wurde.
Die zweite Stiefmutter seiner Ehefrau Christine, Eleonore Marie von Anhalt-Bernburg betrieb nach dem Tod ihres 1636 verstorbenen Ehemannes Johann Albrecht von Mecklenburg-Güstrow einen Vormundschaftsprozess am Reichshofrat für ihren testamentarisch rechtmäßig erbberechtigten Sohn Gustav Adolf gegen ihren Schwager Adolf Friedrich von Mecklenburg-Schwerin, den Bruder ihres verstorbenen Ehemannes, der ihren Sohn sogar entführt hatte und das Erbe beanspruchte. Franz Albrecht fühlte sich nach seiner Heirat verpflichtet, die Stiefmutter seiner Ehefrau, seine Stief-Schwiegermutter zu unterstützen und nutzte in Wien beim Kaiser jede sich bietende Möglichkeit, den Prozess und die Entscheidung zu beschleunigen, auch weil die Mitgift seiner neuen Ehefrau von dieser Entscheidung abhing. Seine Drohungen gegen Adolf Friedrich von Mecklenburg-Schwerin waren teilweise so massiv, dass diesem sogar eine Schutzperson zugeteilt wurde.

### Erneut im Dienst des Kaisers und Tod
1641 auf dem Reichstag in Regensburg übernahm Franz Albrecht nach dem Tod von Arnim als kaiserlicher Feldmarschall das Kommando über ein kaiserliches Heer, das er in der Oberlausitz neu aufstellen sollte. Mit diesem Heer konnte er in der Folgezeit fast alle schwedischen Stützpunkte in Schlesien zurückerobern, weil die Schweden nach dem Tod von General Johan Banér zunächst militärisch stark geschwächt waren.
Nach dem Wiedererstarken der Schweden unter General Lennart Torstensson überraschte dessen Angriff im Frühjahr 1642 die kaiserlichen Truppen in Schlesien unter dem Oberbefehl von Erzherzog Leopold Wilhelm, die teilweise noch in Winterquartieren lagen.
Nachdem sich am 27. April 1642 zwei schwedische Heere unter Lennart Torstensson und Torsten Stålhandske bei Sorau vereinigt hatten, danach die kaiserliche Festung Glogau mit ihrem Versorgungsmagazin erobert hatten und weiter in Richtung Schweidnitz vorrückten, versuchte Franz Albrecht von Breslau aus mit einem Kavalleriekorps den Angriff der Schweden vor Schweidnitz aufzuhalten. Beim Zusammentreffen wurde sein Korps aber mit großen Verlusten geschlagen. Franz Albrecht wurde schwer verwundet, geriet in Gefangenschaft und starb am 10. Juni 1642.

## Bewertungen der Person
Der ungewöhnliche Lebenslauf des Franz Albrecht von Sachsen Lauenburg hat mehrere Biographen zu Stellungnahmen veranlasst (in Auszügen und sinngemäß):
- Arno Duch: Ein charakterloser Mann; ein Glücksritter; selbstsüchtig, ehrgeizig, nur auf äußeren Vorteil bedacht, eitel aber auch gutmütig. Als Feldherr ohne Talent und Willensstärke; ein Fürst ohne Seelenstärke; allzeit dienstfertig und liebedienerisch.
- Johann Samuel Ersch: In seinem schwachen Charakter waren Gutmütigkeit, Jähzorn und Rachsucht vereint. Er warb um die Gunst aller Parteien und verdarb es mit Allen. Seine Tugenden, sein Mut, seine Tapferkeit und seine Verdienste als Feldherr wurden durch seinen schlechten Ruf verdunkelt.
- Golo Mann: Quicklebendig und flink betrieb er auf dem Gebiet der Politik, einem Spieltrieb folgend, eine heitere Art der Selbstverwirklichung.[6]
- Cicely Veronica Wedgwood: ein fürstlicher Abenteurer.[7]
- Peter Engerisser (2007): Beurteilungen von Franz Albrecht wie „einfältig“ oder „Ich-bezogen“ in älteren Biographien (ADB, NDB) lassen sich nicht aufrecht halten.[2]